# Lukenie
A  Lukenie folyó a Kongói Demokratikus Köztársaság folyója. Síkvidéki, esőerdővel borított területen folyik, a Kongó-medence közepén vezeti le az esőerdőkre hulló csapadékot. A folyó Kelet-Kasai tartományban ered, áthalad Nyugat-Kasai tartományon, majd a Fimi folyóba torkollik, mely végül a Kongóba ömlik. Útja során a folyó elhalad a Salonga Nemzeti Park délnyugati sarka mellett. 

## Jellemzői
Az ország fővárosából, Kinshasából uszályokon szállítják az árut a Kongó folyón, a Kwa folyón (Kasai folyón) és a Fimi folyón a Lukenie folyó partján fekvő Koléig. Az út 6-12 hétig tart. A szállítás csak az esős évszakban lehetséges, júniustól augusztusig a folyó szintje túlságosan alacsony a biztonságos vízi szállításhoz. A Lukenie Kole felett uszályokkal nem hajózható.

## Külső hivatkozások
- A Salonga Nemzeti Park térképe a Lukenie folyóval
- A Kongói Demokratikus Köztársaság térképe Archiválva 2006. március 8-i dátummal a Wayback Machine-ben